# Ольшаниця (Підляське воєводство)
Ольшаниця (пол. Olszanica) — село в Польщі, у гміні Вишки Більського повіту Підляського воєводства.
Населення — 44 особи (2011).
У 1975-1998 роках село належало до Білостоцького воєводства.

## Демографія
Демографічна структура станом на 31 березня 2011 року:
|          | Загалом | Допрацездатний вік | Працездатний вік | Постпрацездатний вік |
| -------- | ------- | ------------------ | ---------------- | -------------------- |
| Чоловіки | 26      | 8                  | 12               | 6                    |
| Жінки    | 18      | 4                  | 6                | 8                    |
| Разом    | 44      | 12                 | 18               | 14                   |